# یوسف بورش
یوسف بورش (انگلیسی: Iosif Boroș؛ زادهٔ ۱۹ مارس ۱۹۵۳) ورزشکار هندبال اهل رومانی است.
وی در مسابقات کشوری و بین‌المللی در مجموع برندهٔ ۲ مدال برنز شده‌است.